# سانتیاگو بوئنو
سانتیاگو بوئنو (انگلیسی: Santiago Bueno؛ زادهٔ ۹ نوامبر ۱۹۹۸) بازیکن فوتبال اهل اروگوئه که برای باشگاه ولورهمپتون بازی می‌کند.